# Peugeot Type 145
La Peugeot Type 145  est un modèle d'automobile produit par le constructeur français Peugeot en 1913.